# Cantonul Lizy-sur-Ourcq
Cantonul Lizy-sur-Ourcq este un canton din arondismentul Meaux, departamentul Seine-et-Marne, regiunea Île-de-France , Franța.

## Comune
- Armentières-en-Brie
- Cocherel
- Congis-sur-Thérouanne
- Coulombs-en-Valois
- Crouy-sur-Ourcq
- Dhuisy
- Douy-la-Ramée
- Étrépilly
- Germigny-sous-Coulombs
- Isles-les-Meldeuses
- Jaignes
- Lizy-sur-Ourcq (reședință)
- Marcilly
- Mary-sur-Marne
- May-en-Multien
- Ocquerre
- Le Plessis-Placy
- Puisieux
- Tancrou
- Trocy-en-Multien
- Vendrest
- Vincy-Manœuvre